# Nuevo Ciclo
Nuevo ciclo es el quinto álbum de estudio del grupo malagueño Chambao, lanzado en 8 de abril de 2016 y producido por Eduardo Cabra.

## Listado de canciones
1. "Camino libre" — 3:00
2. "A veces" — 3:30
3. "Dentro de mi pecho" — 3:07
4. "Imagina" (con Juanito Makandé) — 4:29
5. "En la raíz" — 4:34
6. "Desde el origen" — 4:29
7. "La danza del tiempo" — 4:58
8. "Sin avisar" — 3:32
9. "Dondandaré" — 3:14
10. "Aquí y ahora" — 4:05
11. "Mejor versión" — 3:30
12. "Salir al sol" — 3:49

## Créditos y personal
- María del Mar Rodríguez Carnero: voz
- Henry Cole: batería
- Alain Pérez: bajo eléctrico
- Juan Heredia: percusión
- Diego López: percusión
- Amir John Haddad: laúd, guitarras, buzuki, banjo

Músicos invitados
- Jorge Drexler: guitarra (Dentro de mi pecho)
- Ravid Goldschmidt: hang (La danza del tiempo)
- Ara Malikian: violín (La danza del tiempo)
- Tania Bernáez: contrabajo (La danza del tiempo)
- Juanito Makandé: voz (Imagina)
- El Kanka: voces (Sin avisar)
- Jorge Pardo: flauta (Mejor versión)